# Еволюція рослин

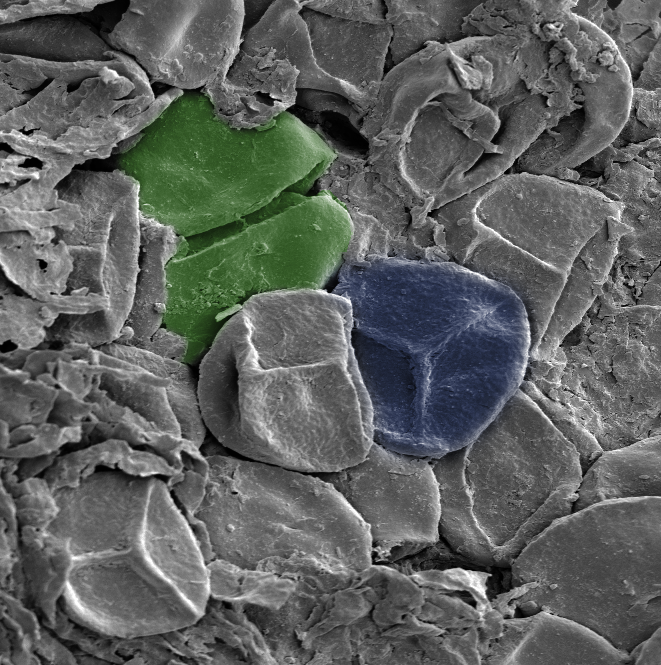
Спорангій пізнього Силурійського періоду, штучно забарвлений. Спори мають розмір в 30-35 μm

Еволюція рослин призвела до появи широко різноманітних рівнів складності, починаючи від найперших водоростей, потім мохів, плауноподібних, і папороті, до складних голонасіневих і квіткових рослин сьогодні. Хоча багато із груп рослин, що з'явилися раніше продовжують розвиватися, про що свідчить домінування водоростей в морському середовищі, більш недавно утворені групи також замінили ті, що домінували раніше, наприклад квітучі рослини домінують над голонасіневими наземними рослинами.:498
Існують докази існування перших рослин на землі в Ордовицький період, що приблизно 450 мільйонів років тому, у вигляді знайдених залишків спор. Наземні рослини почали урізноманітнюватися в пізньому Силурійському періоді, 430 мільйонів років тому, і результат їхнього різноманіття можна знайти в багатьох деталях в девонських викопних залишків із кремнистого райнієвого черту. Цей кремній, сформувався у гарячих вулканічних джерелах, і зберіг відбитки декількох видів ранніх рослин в зкам'янілостях детальних до клітин.
До середини Девонського періоду, більшість з ознак, які мають сучасні рослини уже були присутні, включаючи корені і листя. Вільно-спорооутворюючі рослини пізнього Девону такі як Археоптерис мали твірну тканину камбій яка є основою дерева і дозволила утворитися лісам із високими деревами. Також в пізньому Девоні, Elkinsia, рання  папороть, мала насіння. 
Розвиток еволюції продовжувався в кам'яновугільний період і продовжується зараз. Більшість із груп рослин не постраждала при масовому вимиранні в Пермсько-Тріасовому періоді, хоча структури співтовариств змінилися. Це могло стати причиною появи квітучих рослин в тріасовому періоді (~ 200 мільйонів років тому), і їх подальшої диверсифікації в крейдовому періоді і Палеогені. Останньою великою групою рослин, що еволюціювали, були злакові, які стали дуже важливими в середині Паліогену, від 40 мільйонів років тому. Злакові, так само як і багато інших груп, розвивали нові механізми метаболізму, аби вижити при низькому СО2 і температурі, сухих умовах тропіків протягом останніх десяти мільйонів років.

## Колонізація суходолу
Наземні рослини виникли із групи зелених водоростей, ймовірно 510 мільйонів років тому; деякі молекулярні оцінки дають навіть більш ранні дати походження, 630 мільйонів років тому. Їх найближчими живими родичами зараз є Харофіти, зокрема Харові; припускають, що характер харових мало змінився після розходження родових ліній, це означає що наземні рослини еволюціонували із гіллястих, нитчастих водоростей, що жили в мілкій прісній воді, можливо в межах сезонних висушувань водних басейнів.

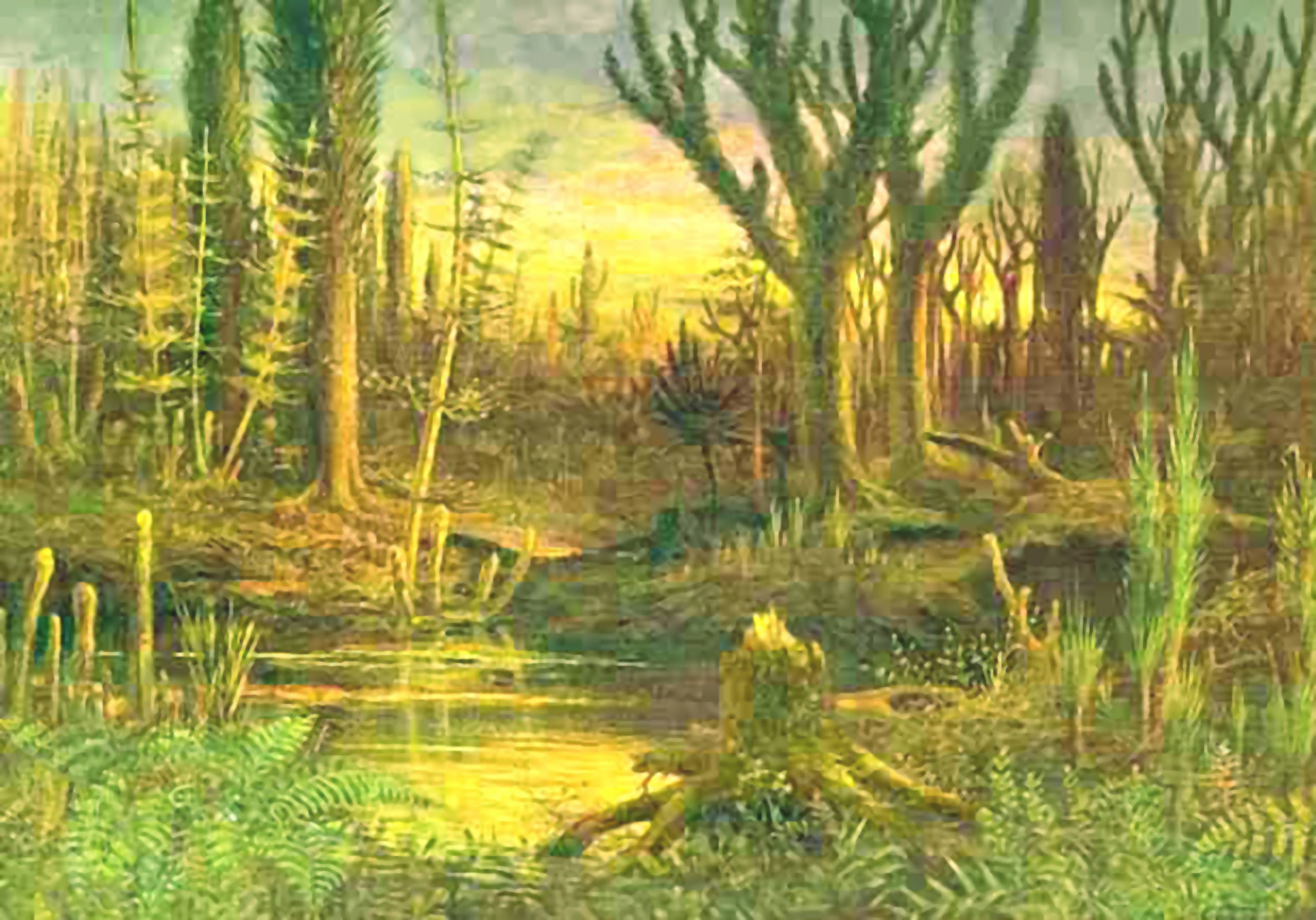
Девонський період став початком екстенсивної колонізації суходолу рослинами, які – через свій вплив на ерозію і осадження – привнесли значних змін у кліматі.

Кладограма еволюції рослини

Рослини не були першими хто здійснював фотосинтез на землі; темпи вивітрювання свідчать про те, що фотосинтезуючі організми вже жили на поверхні 1200 мільйонів років тому, а мікробні скам'янілості були знайдені у відкладеннях прісних озер віком від 1000 мільйонів років тому,, але підписи ізотопу вуглецю свідчать, що вони були занадто малі, аби вплинути значно на склад атмосфери до періоду в 850 мільйонів років тому. Ці організми, хоча і були філогенетично різноманітними, ймовірно були простими і крихітними, утворюючи не більше ніж "водоростеву піну".
Першими доказами про присутність рослин на суходолі є знайдені спори віком із середини Ордовика (470 мільйонів років тому). Ці спори, відомі як криптоспори, були утворені або у вигляді одиночних (монад), або пар (діад) або груп по чотири (тетрад), а їх мікроструктура нагадує сучасні спори печіночників, припускають що вони мають еквівалентну ступінь організації. Їх стінки містять в собі спорополленін – що є свідченням про спорідненість вищих рослин. Вони могли бути тією причиною 'отруєння' атмосфери, що завадила еукаріотам колонізувати суходіл до них, або еволюціювання до потрібної складності потребувало більшого часу.

## Еволюція життєвих циклів

Життєвий цикл квіткових рослин

Всі багатоклітинні рослини мають життєвий цикл, що складається з двох генерацій або фаз. Перший називається гаметофіт, які мають єдиний набір хромосом (що позначається 1N), і продукує гамети (sperm and eggs). Другий називається спорофіт, має спарені хромосоми (позначається 2N), і утворює спори. Гаметофіт і спорофіт можуть виглядати ідентично – гомоморфно – або можуть бути дуже різними – гетероморфними.
В еволюції рослин стався перехід від гомоморфізму до гетероморфізму. Водоростеві предки наземних рослин майже певно були гаплоїдними здовж всього їхнього життєвого циклу, із одноклітинною зиготою у стадії 2N. Всі наземні рослини (ембріофіти) є диплоїдними – тобто, обидва етапи як гаплоїдний так і диплоїдні є багатоклітинними.